# نایموشو
نایموشو (به ژاپنی: 内務卿 ないむきょう)، وزیر تحت سیستم دایجوکان در دوره میجی در ژاپن بود. او بر وزارت کشور نظارت داشت و عملاً نخست‌وزیر ژاپن بود. جانشین وی نایمودایجین/ وزیر کشور بود. نایموشو سرپرست وزارت کشور بود. بر اساس «قوانین تشکیلات و امور وزارت امور داخله» که در ژانویه ۱۸۷۴ تنظیم شد، نقش رئیس رهبری مقامات وزارتخانه و تصمیم‌گیری در مورد «کلیه امور داخل وزارت» بود. او اختیار کنترل همه‌جانبه امور داخلی از جمله ترویج صنعتی، پلیس و اداره محلی را داشت. با استقرار سیستم کابینه در دسامبر ۱۸۸۵، وی ملغی شد. وظایف نایموشو به نایمودایجین/ وزیر کشور به ارث رسید.